# Rue du Square-Carpeaux
Pour les articles homonymes, voir Square Carpeaux et Carpeaux.
La rue du Square-Carpeaux est une voie du 18e arrondissement de Paris, en France.

## Situation et accès
La rue du Square-Carpeaux est une voie publique située dans le 18e arrondissement de Paris. Elle débute au 53, rue Eugène-Carrière et se termine au 228, rue Marcadet.

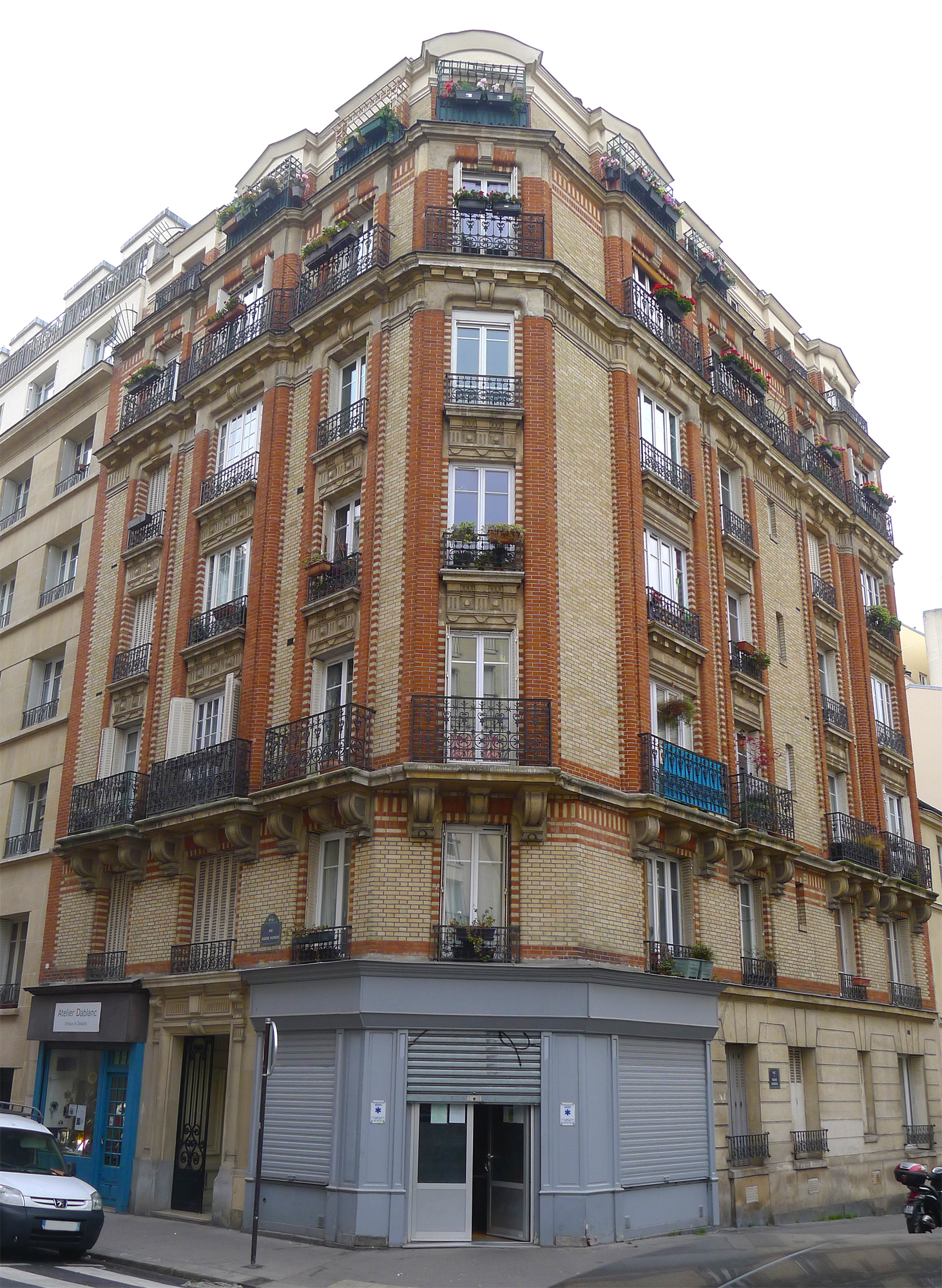
No 1 de la rue (à droite).

Cette voie présente la particularité d'être en forme de « T », la barre verticale rejoignant la rue Marcadet, et celle horizontale, respectivement la cour intérieure du 234, rue Marcadet et la rue Eugène-Carrière.

## Origine du nom
Le nom de la rue a pour origine le voisinage du square Carpeaux.

## Historique
La partie de la voie commençant à environ 45 m de la rue Eugène Carrière a été créée en 1926 sous le nom d'« impasse des Grandes-Carrières » avant de prendre celui d'« impasse Eugène-Carrière ».
En 1938, elle est prolongée jusqu'à la rue Marcadet en prenant sa dénomination actuelle avant d'être classée dans la voirie parisienne par un arrêté du 3 septembre 1970.